# Gutskapelle Seedorf

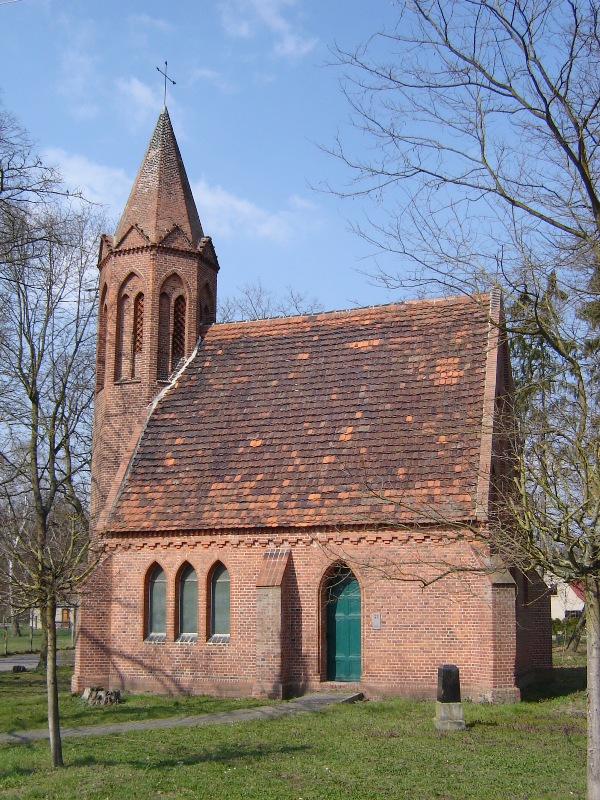
Kapelle in Seedorf

Die Gutskapelle Seedorf ist ein evangelisches Kirchengebäude in Seedorf, einem Ortsteil der Stadt Jerichow im Landkreis Jerichower Land in Sachsen-Anhalt. Sie gehört zum Pfarrbereich Jerichow im Kirchenkreis Stendal der Evangelischen Kirche in Mitteldeutschland.

## Geschichte
Die Vorgängerkirche aus dem 13. Jahrhundert wurde 1826 wegen Baufälligkeit abgerissen. 1868 wurde der Neubau eingeweiht. Er wurde aus Backsteinen im neugotischen Baustil errichtet. Das Kirchenschiff trägt ein steiles Satteldach, im Westen ist ein achteckiger Turm mit gemauerter Spitze angefügt. Das Kircheninnere ist mit einer tonnengewölbten Decke versehen. Das 1926 von Oberammergauer Holzschnitzern geschaffene Inventar ist verloren gegangen. In der DDR-Zeit verfiel die Kirche allmählich. In den 1990er Jahren wurde sie wieder nutzbar gemacht. Die Westempore wurde wieder hergestellt, eine neue Kanzel geschaffen und aus der Dorfkirche Magdeburgerforth Bänke zur Verfügung gestellt.